# مارك فريدريكسن
مارك فريدريكسن هو سياسي فرنسي، ولد في 18 نوفمبر 1936 في الدائرة الثامنة عشرة في باريس في فرنسا، وتوفي في 20 أغسطس 2011 في مونفرماي في فرنسا بسبب سرطان. نشط حزبياً في التجمع الوطني.